# Тяптікаси
Тяптіка́си (рос. Тяптикасы, чув. Тяптикасси) — присілок у складі Цівільського району Чувашії, Росія. Входить до складу Малоянгорчинського сільського поселення.
Населення — 61 особа (2010; 57 у 2002).
Національний склад:
- чуваші — 98 %